# História da genética
A história da genética começou com o trabalho do frade agostiniano Gregor Johann Mendel. Seu trabalho usando como modelo a ervilha, publicado em 1865, descreveu o que seria conhecido mais tarde como herança mendeliana.
Grande variedade de teorias da hereditariedade se proliferaram séculos antes e décadas após o trabalho de Mendel.

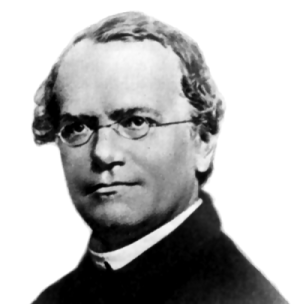
Gregor Johann Mendel.

O ano de 1900 foi marcado pela "redescobrimento de Mendel" pelos cientistas Hugo de Vries, Carl Correns e Erich von Tschermak, e em 1915 os princípios básicos da genética mendeliana já haviam sido aplicados a uma variedade de organismos, como a mosca da fruta Drosophila melanogaster. Liderado por Thomas Hunt Morgan e seus colegas "drosofilistas", o grupo de geneticistas desenvolveram o conceito de Mendelismo, o qual foi amplamente aceito em 1925. Ao lado do trabalho experimental, matemáticos desenvolveram o quadro estatístico da genética de populações, trazendo as explicações genéticas para os estudos de evolução.
básicos de herança genética estabelecidos, os cientistas dedicaram-se então às investigações da natureza física do gene. Nos anos 1940 e início dos anos 1950, experimentos apontaram o DNA como parte de cromossomos que continha os genes. Um foco em novos modelos de organismos, tais como vírus e bactérias, juntamente com a descoberta da estrutura de dupla hélice do DNA, em 1953, marcaram a transição para a era da genética molecular.
Nos anos seguintes, químicos desenvolveram técnicas para sequenciamento de proteínas e ambos os ácidos nucleicos, enquanto outros elaboraram a relação entre as duas formas de moléculas biológicas: o código genético. A regulação da expressão gênica se tornou uma questão central na década de 1960; na década seguinte a expressão gênica já podia ser controlada e manipulada por técnicas da engenharia genética. Nas últimas décadas do século XX, muitos cientistas focaram em projetos de grande escala, como o sequenciamento completo de genomas.

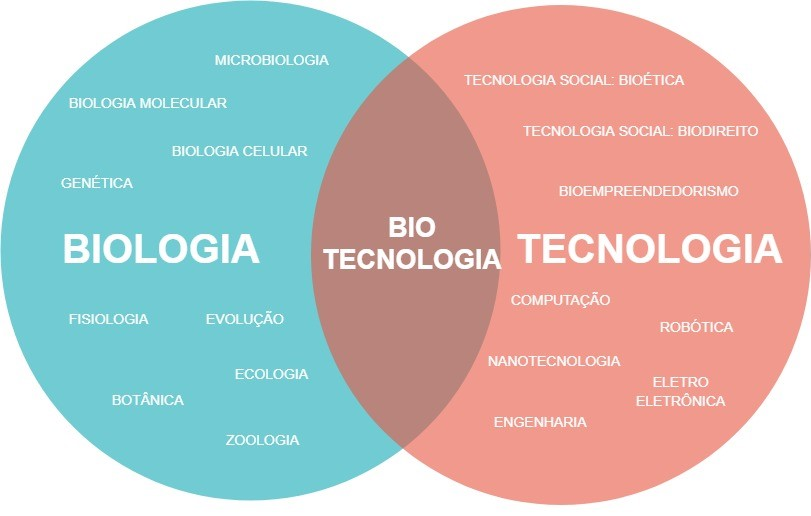
A genética é uma das inúmeras ciências biológicas capazes de gerar produtos e serviços, ou seja, faz parte do conceito de biotecnologia.